# Marie Yovanovitch
Marie Louise Yovanovitch (Montreal (Canada), 11 november 1958) is een Amerikaanse diplomaat.
Yovanovitch was vanaf 2016 ambassadeur van de Verenigde Staten in Oekraïne, totdat zij in 2019 in de aanloop naar de Oekraïne-affaire voortijdig werd teruggeroepen.

## Afkomst en opleiding
Marie Yovanovitch groeide op in Connecticut bij immigrantenouders. Haar vader kwam uit de vroegere Sovjet-Unie en haar moeder uit Duitsland. Thuis werd er Russisch gesproken. Na enige jaren in Connecticut te hebben gewoond, verkregen de gezinsleden de Amerikaanse nationaliteit.
Zij studeerde Russisch en Geschiedenis aan de Princeton University in New Jersey. Aan de National Defense University in Washington D.C. behaalde ze daarna een mastergraad.

## Carrière
Yovanovitch was werkzaam in de buitenlandse dienst van de Verenigde Staten sinds 1986 in onder andere Mogadishu (Somalië), Londen, Moskou en Ottawa.
Tussen 2001 en 2004 was zij plaatsvervangend hoofd van de ambassade in de Oekraïense hoofdstad Kiev. In 2002 leidden haar beschuldigingen tegen Oekraïne in samenhang met de levering van het Oekraïense radarsysteem Koltschuga aan Saddam Hoessein tot een duidelijke verslechtering van de Amerikaans-Oekraïense betrekkingen.
Van 2004 tot 2005 werkte ze bij de staf van de staatssecretaris voor politieke aangelegenheden in Washington.
Als buitengewoon en gevolmachtigd ambassadeur was zij van 4 februari 2005 tot 4 februari 2008 werkzaam in Kirgistan en aansluitend van 4 augustus 2008 tot 9 juni 2011 in Armenië.
In mei 2016 benoemde president Obama haar tot ambassadeur in Oekraïne en in augustus 2016 volgde zij Geoffrey Pyatt op als buitengewoon gevolmachtigd ambassadeur van de Verenigde Staten in Kiev.

## Oekraïne-affaire
In mei 2019 werd Yovanovitch twee maanden voor het reguliere einde van haar ambtstermijn teruggeroepen als ambassadeur, nadat de hoofdaanklager van Oekraïne, Jurij Luzenko, haar in een interview verweet dat zij hem bij hun eerste ontmoeting een lijst van personen had voorgelegd, tegen welke Justitie niet moest optreden. Het Amerikaanse departement van Buitenlandse Zaken ontkende het bericht.
Het terugroepen van de diplomate wordt gezien als nevenschade van de bemoeienissen van president Trump en zijn persoonlijke advocaat Rudy Giuliani, met hulp van Oekraïne en de samenzweringstheorie om het imago van presidentskandidaat Joe Biden te beschadigen.
In het kader van het vooronderzoek voor een mogelijk impeachment-proces tegen Trump op grond van het Oekraïne-schandaal werd Yovanovitch op 11 oktober 2019 in beslotenheid gehoord door drie Congres-commissies (House Permanent Select Committee on Intelligence, House Committee on Oversight and Reform en House Committee on Foreign Affairs). Fragmenten hiervan werden op 4 november 2019 openbaar gemaakt.
Op 15 november 2019 liet zij zich in een openbare vergadering van de House Permanent Select Committee on Intelligence vervolgens ook publiekelijk uit over het Oekraïne-schandaal. Tijdens de ondervraging uitte zij zich bezorgd over de inmenging van het kabinet-Trump in de Amerikaanse buitenlandse politiek: "Diplomaten worden aan de kant geschoven en ondermijnd, het ministerie van Buitenlandse Zaken wordt, van binnenuit uitgehold.", zei ze.
President Trump kwam tijdens haar verhoor tot de ongebruikelijke manoeuvre om haar per tweet te attaqueren met de tekst "Overal waar Yovanovitch komt gaat het mis. Ze begon als diplomaat in Somalië. Hoe liep dat af?". Op de vraag van Commissievoorzitter Adam Schiff hoe zij deze interventie van de president ervoer, antwoordde Yovanovitch: "als erg intimiderend".